# 1753 en littérature
| Années de la littérature : 1750 - 1751 - 1752 - 1753 - 1754 - 1755 - 1756    |
| Décennies de la littérature : 1720 - 1730 - 1740 - 1750 - 1760 - 1770 - 1780 |

Cet article présente les faits marquants de l'année 1753 en littérature.

## Événements
- 1er juin : Voltaire, qui a quitté la Prusse le 26 mars avec la permission du roi Frédéric II, est arrêté Francfort par le résident prussien, le baron de Freytag, qui doit récupérer un livre de poésies du roi et des lettres ; il n'est libéré que le 6 juillet[1].

## Parutions
- 1er février : Christopher Smart, The Hilliad (en), London, Mary Cooper and John Newbery, 1753[2], poème héroï-comique. Le critique Lance Bertelsen, le décrit comme la « bordée la plus bruyante » de la « Guerre du papier ».
- Novembre : Jean-Jacques Rousseau, Lettre sur la musique française, 1753 (présentation en ligne), publié dans le cadre de la Querelle des Bouffons[3].

- Louis Adrien Le Paige, Lettres historiques sur les fonctions essentielles du Parlement : sur le droit des pairs, et sur les loix fondamentales du royaume, vol. 1-2, Amsterdam, Aux dépens de la Compagnie, 1753 (présentation en ligne).
- Jean Le Rond d'Alembert, Mélanges de littérature, d'histoire et de philosophie, vol. 1, Berlin, (Briasson, Paris), 1753 (présentation en ligne), en deux volumes.
- Jean-Baptiste Le Mascrier, Mémoires Historiques sur la Louisiane, vol. 1, Paris, Cl. J. B. Bauche, 1753 (présentation en ligne), en deux volumes.
- Louis-Charles Fougeret de Monbron, Le Cosmopolite ou le Citoyen du Monde, Londres, 1753 (présentation en ligne)  « L’univers est une espèce de livre dont on n’a lu que la première page quand on n’a vu que son pays ».

- Nouvelle édition de Manon Lescaut, roman de l'Abbé Prévost revue, corrigée et augmentée d’un épisode important[4].

## Naissances
- 15 octobre : Elizabeth Inchbald, romancière anglaise († 1er août 1821)

- Marie Thérèse Péroux d'Abany, écrivaine française († 24 mars 1821).

## Décès
- 20 août : Thomas L'Affichard, écrivain français, mort le 22 juillet 1698.